# Lindavista, Las Choapas
Lindavista är en ort i Mexiko.   Den ligger i kommunen Las Choapas och delstaten Veracruz, i den sydöstra delen av landet, 600 km öster om huvudstaden Mexico City. Lindavista ligger 31 meter över havet och antalet invånare är 110.
Terrängen runt Lindavista är huvudsakligen kuperad, men åt sydväst är den platt. Lindavista ligger nere i en dal. Runt Lindavista är det ganska glesbefolkat, med 29 invånare per kvadratkilometer. Närmaste större samhälle är San Miguel de Allende, 5,2 km väster om Lindavista. Omgivningarna runt Lindavista är en mosaik av jordbruksmark och naturlig växtlighet.